# Mycena inclinata
Mycena inclinata es una especie de hongo basidiomicetos de la familia Mycenaceae.

## Características
Es un hongo que está extendido en América del Norte, Norte de África y Oceanía, aparecen en pequeños grupos en los lugares donde hay descomposición de hojas, troncos, tocones , especialmente de robles, son sapotroficos, no se recomienda su ingesta.
La forma del sombrero (Píleo (micología)) es cónico, evolucionando con la madures a forma de campana, puede alcanzar los 4,5 centímetros de diámetro, su color es marrón rojizo.
El tallo tiene hasta 9 centímetros de longitud, es hueco, de color crema grisáceo y de un espesor de hasta 4 milímetros, aparecen en el otoño cuando caen las primeras lluvias entre las ramas y hojas caídas de los robledales, no es comestible.